# イルジー・ビエロフラーヴェク
イルジー・ビエロフラーヴェク（Jiří Bělohlávek, 1946年2月24日 - 2017年5月31日 ）は、チェコの指揮者。

## 略歴
プラハ生まれ。5歳からピアノを、11歳からチェロを学んだ。14歳でプラハ音楽院に入学、ボフミール・リシュカと、フランティシェク・ヘルトルに指揮法を学んだ。1967年にプエルラールム・プラゲンシス交響楽団という女性だけで組織されたオーケストラを指揮し、指揮者デビューした。1968年にセルジュ・チェリビダッケの下で研鑽を積んだ。1970年にオムロツ指揮者コンクールで第1位を獲得、同年からチェコ・フィルハーモニー管弦楽団の副指揮者となり、1973年までヴァーツラフ・ノイマンのアシスタントを務めた。1973年にブルノ国立フィルハーモニー管弦楽団の常任指揮者に就任した。1974年にプラハ交響楽団とともに初来日し、以後たびたび来日を重ね、国内オーケストラとの共演も多い。1975年のカラヤン国際指揮者コンクールで入賞。1977年にはプラハ交響楽団の首席指揮者となった。
1990年にチェコ・フィルハーモニー管弦楽団の音楽監督兼首席指揮者の地位を得た。民主化後の新生チェコ・フィルとして期待されたが、団員による投票の結果1993年にドイツ人指揮者ゲルト・アルブレヒトにその座を明け渡した。その後、プラハ国民劇場の音楽監督に就任している。2006年7月からBBC交響楽団の首席指揮者を務めていたが、2012年から再度チェコ・フィルの首席指揮者に返り咲いた。客演活動も頻繁で、ロイヤル・コンセルトヘボウ管弦楽団には頻繁に客演するほか、ベルリン・フィルハーモニー管弦楽団やボストン交響楽団など、メジャー・オーケストラを頻繁に指揮している。
プラハ芸術アカデミーではヤクブ・フルシャ、トマーシュ・ハヌス、トマーシュ・ネトピルらに指揮を教えた。またイタリアで活動する日本の若手指揮者にも指揮を教えた。
2017年5月31日に死去。前年にチェコ・フィルとドヴォルザークの『スターバト・マーテル』を録音しており、追悼演奏会では弟子だったヤクブ・フルシャの指揮で演奏された。

## 演奏・レパートリー
ノイマンやズデニェク・コシュラーといった往年の名指揮者と比較され、過小評価されがちであるが、オーケストラを歌わせるテクニックは引けを取らない。ドヴォルザーク、ブラームス、スメタナといった、チェコ人指揮者が伝統的に得意とする作曲家の作品をレパートリーとして演奏するが、その中でもマルティヌーの作品には特別な共感を持つと、自身も認めている。レコーディングはスプラフォンを中心に行い、相当数をリリースしている。